# Marco Polo (Ki vagy, doki?)
A Marco Polo a Ki vagy, doki? című sorozat negyedik epizódja. 1964. február 22-e és április 4-e között vetítették először hét részben. Ez volt az első olyan történet a sorozatban, amely egy történelmi eseményt dolgoz fel, ugyanakkor az első olyan széria, amely elveszett.

## Történet
A Tardis a Himalájában landol és megsérül. A Doktort és társait a híres velencei utazó, Marco Polo karavánja szedi fel és hosszú útra indul el velük a Pamíron és a Góbi-sivatagon át Pekingbe.

## Epizódok címei
- 1. rész: The Roof of the World (magyarul: A világ tetején) (elveszett)
- 2. rész: The Singing Sands (magyarul: Az éneklő homok) (elveszett)
- 3. rész: Five Hundred Eyes (magyarul: 500 szem) (elveszett)
- 4. rész: The Wall of Lies (magyarul: A hazugság fala) (elveszett)
- 5. rész: Rider A Shang-Tu (magyarul: A lovas Shang-Tuból) (elveszett)
- 6. rész: Mighty Kubilaj Khan (magyarul: A hatalmas Kubilaj kán) (elveszett)
- 7. rész: Assassin at Peking (magyarul: Merénylet Pekingben) (elveszett)

## Könyvkiadás
A könyvváltozatát 1985. április 11-én adta ki a Target könyvkiadó.

### Fordítás
- Ez a szócikk részben vagy egészben  a   Marco Polo (Doctor Who) című angol Wikipédia-szócikk fordításán alapul.  Az eredeti cikk szerkesztőit annak laptörténete sorolja fel. Ez a jelzés csupán a megfogalmazás eredetét és a szerzői jogokat jelzi, nem szolgál a cikkben szereplő információk forrásmegjelöléseként.